# Мыглишта
Мыглишта (болг. Мъглища) — село в Болгарии. Находится в Смолянской области, входит в общину Мадан. Население составляет 278 человек.

## Политическая ситуация
В местном кметстве Мыглишта, в состав которого входит Мыглишта, должность кмета (старосты) исполняет Красимир  Лефтеров Косев (независимый) по результатам выборов правления кметства.
Кмет (мэр) общины Мадан — Атанас Александров Иванов (Болгарская социалистическая партия (БСП)) по результатам выборов в правление общины.